# Модель 1951 (каска)

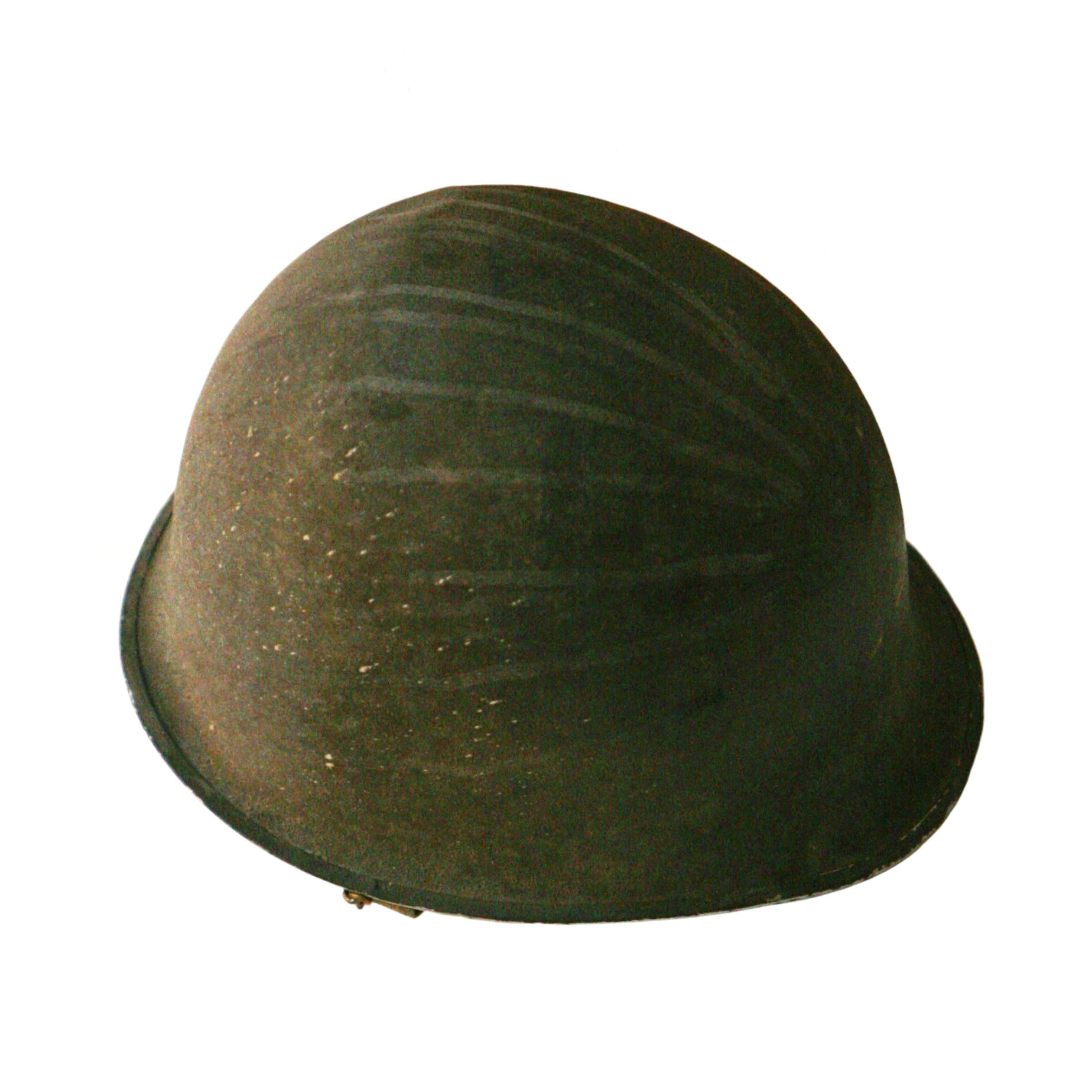
Шлем Modèle 1951

Modèle 1951 — стальной общевойсковой шлем, применявшийся французскими вооруженными силами (армией, флотом, военно-воздушными силами и жандармерией), ставший символом войны в Алжире. Он заменил множество шлемов, использовавшихся Францией во время Второй мировой войны, в том числе шлем Адриана, шлем Modèle 1945 и шлем M1, поставленный американцами.

## История
После войны классический образ французского «пуалю» в каске Адриана сильно размылся. Большинство достижений французских войск в конце войны было достигнуто с использованием иностранного оборудования, в другой форме и в других шлемах. Войска, прибывшие из Дюнкерка, вскоре были переоснащены британцами, которые дополнили не хватавшие элементы обмундирования или полностью обновили его, а также предоставили шлемы MK-II, поскольку большинство из эвакуировавшихся бросили свои «адрианы» на пляжах. Вступление США в войну означало появление нового и богатого поставщика, а каски М1 изменили представление о французских солдатах, став наиболее часто используемыми силами Свободной Франции во время Второй мировой войны.
После войны, шлемы M1 были оставлены на вооружении, окончательно став штатным шлемом в армии Франции. Принятие в качестве стандартного шлема, эстетика которого означала разрыв с традицией, отделяющей образ французского солдата от традиционного шлема Адриана, не вызвало никакого отторжения. С другой стороны, интеграция Франции в НАТО заставила принять новые стандарты в оснащении своей армии. Новый общевойсковой шлем «casque modèle 51 toutes armes», известный как «TTA М1951 NATO», начал производиться в 1951 году, поступил на вооружение в середине 1950-х годов и выпускался вплоть до 1976 года.
В 1976 году было официально объявлено о намерении заменить каски типа "51" на новую стальную каску французского производства (первые 1500 шт. которых поступили на испытания в армейские подразделения). Однако каски образца 1951 года продолжали использоваться и оставались на складском хранении до окончания "холодной войны" и сокращения численности вооружённых сил Франции в начале 1990-х

## Описание
Оболочка изготовлена из специальной марганцевой стали, немагнитной, толщиной 1,2 мм. Её довольно легко помять, но трудно расколоть (как и все французские шлемы). Несмотря на то, что внешний вид шлема был вдохновлён американским М1, между ними имеет заметное различие из-за его больших размеров по ширине, кроме того, козырек у модели 1951 короче, чем у «американца», а задняя кромка, закрывающая шею, более длинная. Влияние MI начинается с концепции шлема, состоящего из двух частей: металлического корпуса и сделанного из пластика подшлемника. Они соединены фланцем из нержавеющей стали, приваренным точечной электросваркой к задней части оболочки.
После обработки химическим травлением, шлем окрашивался для армии в зеленый цвет хаки (тона различались в зависимости от производителя), в серый для ВМФ и темно-синий для авиации. Кроме того, шлемы покрывались антибликовым покрытием.
Под сводом ставилось клеймо, на котором обычно указывался завод-изготовитель и дата (при модернизации оболочек после перекраски на них ставится круглый красный штамп, обозначающий год проведения работ).
Шлем М51 не претерпел значительных изменений на протяжении всего производства, за исключением вариаций колец и опор для крепления подбородочного ремня или окраски.

## Пользователи
- Франция
- Буркина-Фасо
- Камбоджа
- Камерун
- Индия
- Израиль
- Кот-д’Ивуар
- Кения
- Ливан
- Марокко
- Пакистан
- Португалия
- Сенегал
- Тунис

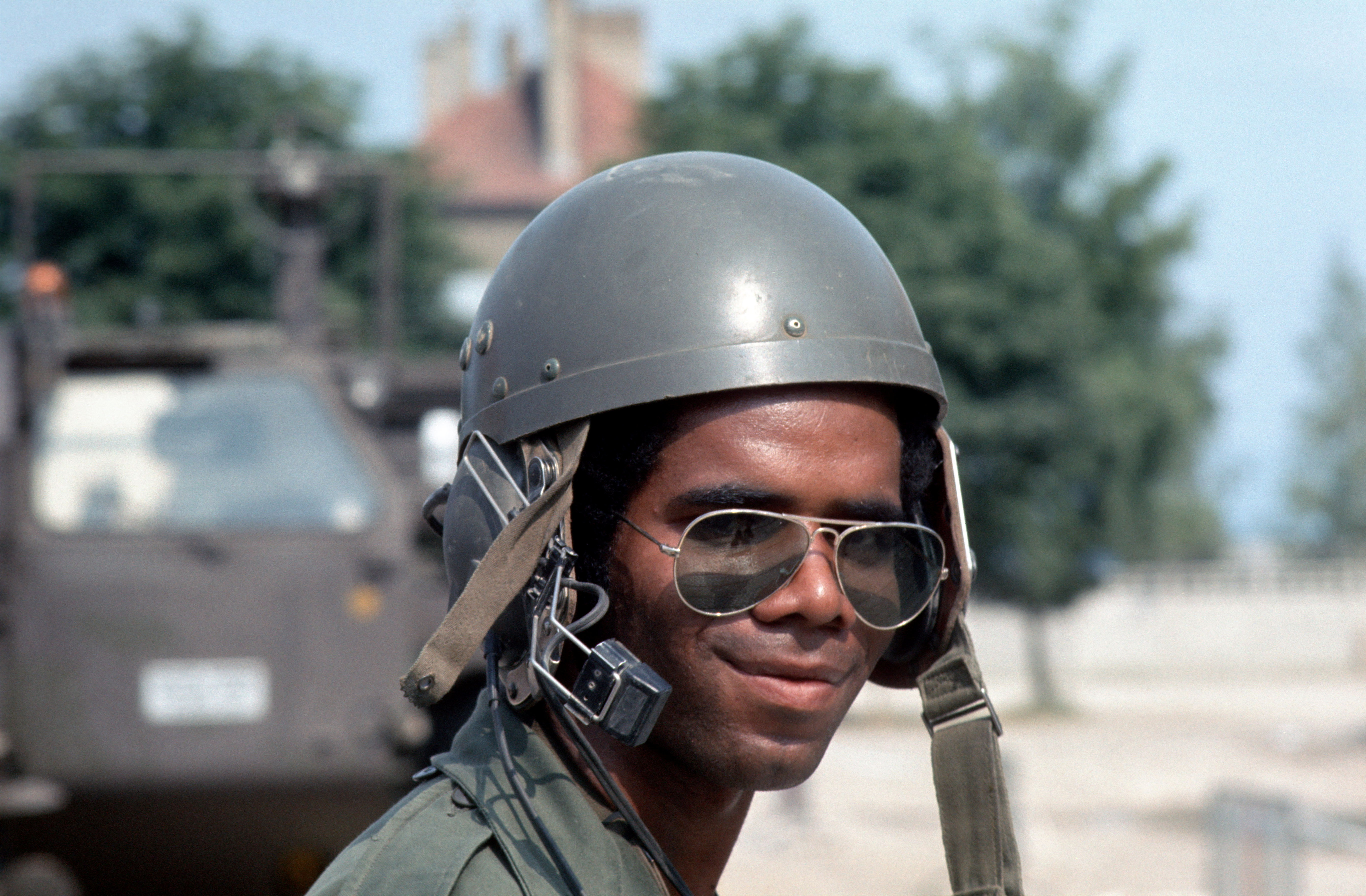
Французский танкист в подшлемнике Mle 1951 для танкистов (он же Modele 1965), 1976.

Марокканские солдаты в М1951

- Лаос — поставлялся силовым структурам Королевства Лаос
- Южный Вьетнам
- Родезия — Родезийские силы безопасности
- ЮАР — Южно-Африканские силы обороны, полиция.

### Неправительственные пользователи
- Аль-Мурабитун  — захвачены на складах ливанской армии.
- Армия свободного Ливана — захвачены на складах ливанской армии.
- Хезболла — захвачены на складах ливанской армии.
- Ливанская арабская армия — захвачены на складах ливанской армии.
- Ливанские силы — захвачены на складах ливанской армии или поставлены Израилем.
- Народно-освободительная армия (Ливан) — захвачены на складах ливанской армии.
- Армия Южного Ливана — захвачены на складах ливанской армии или поставлены Израилем.
- Милиция Тигров — захвачены на складах ливанской армии.
- UNITA/FALA — захвачены на складах португальской армии или поставлены ЮАР.
- Организация освобождения Палестины — захвачены на складах ливанской армии.
- ПОЛИСАРИО — захвачены у марокканской армии или поставлены Алжиром.